# Rally van Groot-Brittannië 2000
De Rally van Groot-Brittannië 2000, formeel 56th Network Q Rally of Great Britain, was de 56e editie van de Rally van Groot-Brittannië en de veertiende en laatste ronde van het wereldkampioenschap rally in 2000. Het was de 334e rally in het wereldkampioenschap rally die georganiseerd wordt door de Fédération Internationale de l'Automobile (FIA). De start en finish was in Cardiff.

## Verslag
Richard Burns deed wat hem te doen stond en won zijn thuisrally voor de derde keer op rij. Maar omdat Marcus Grönholm tweede eindigde verdwenen zijn kansen op de titel, die in dit geval voor de eerste keer op naam kwam van Grönholm. Peugeot legde tegelijkertijd ook beslag op de constructeurstitel, waardoor er enigszins een parallel ontstond met 1985 (ook toen in hun tweede jaar van competitie), toen zij ook naar beide titels grepen. De top drie werd gecompleteerd door de onttroonde kampioen Tommi Mäkinen.

## Programma
| Dag    | Datum                               | Klassementsproeven | Competitieve afstand |
| ------ | ----------------------------------- | ------------------ | -------------------- |
| 1      | Donderdag 23 en vrijdag 24 november | 8                  | 130,19 kilometer     |
| 2      | Zaterdag 25 november                | 6                  | 166,42 kilometer     |
| 3      | Zondag 26 november                  | 3                  | 84,19 kilometer      |
|        |                                     |                    |                      |
| Totaal | Totaal                              | 17                 | 380,80 kilometer     |

## Resultaten
| Algemene top tien | Algemene top tien | Algemene top tien  | Algemene top tien            | Algemene top tien | Algemene top tien | Algemene top tien | Algemene top tien |
| Pos.              | #                 | Rijder             | Auto                         | Gr/kl             | Tijd              | Eerste            | Punten            |
| Pos.              | #                 | Navigator          | Inschrijving                 | C                 | Straftijd         | Vorige            | Punten            |
| ----------------- | ----------------- | ------------------ | ---------------------------- | ----------------- | ----------------- | ----------------- | ----------------- |
| 1.                | 3                 | Richard Burns      | Subaru Impreza S6 WRC 00     | A8                | 3:43:01,9         | 0:00              | 10                |
| 1.                | 3                 | Robert Reid        | Subaru World Rally Team      | C                 |                   | =                 | 10                |
| 2.                | 10                | Marcus Grönholm    | Peugeot 206 WRC              | A8                | 3:44:07,5         | + 1:05,6          | 6                 |
| 2.                | 10                | Timo Rautiainen    | Peugeot Esso Sport           | C                 |                   | + 1:05,6          | 6                 |
| 3.                | 1                 | Tommi Mäkinen      | Mitsubishi Lancer Evo VI     | A8                | 3:44:16,9         | + 1:15,0          | 4                 |
| 3.                | 1                 | Risto Mannisenmäki | Marlboro Mitsubishi Ralliart | C                 |                   | + 9,4             | 4                 |
| 4.                | 6                 | Carlos Sainz       | Ford Focus RS WRC 00         | A8                | 3:44:35,4         | + 1:33,5          | 3                 |
| 4.                | 6                 | Luís Moya          | Ford Motor Co Ltd.           | C                 |                   | + 18,5            | 3                 |
| 5.                | 4                 | Juha Kankkunen     | Subaru Impreza S6 WRC 00     | A8                | 3:44:48,8         | + 1:46,9          | 2                 |
| 5.                | 4                 | Juha Repo          | Subaru World Rally Team      | C                 |                   | + 13,4            | 2                 |
| 6.                | 9                 | François Delecour  | Peugeot 206 WRC              | A8                | 3:44:50,4         | + 1:48,5          | 1                 |
| 6.                | 9                 | Daniel Grataloup   | Peugeot Esso Sport           | C                 |                   | + 1,6             | 1                 |
| 7.                | 21                | Markko Märtin      | Toyota Corolla WRC           | A8                | 3:46:26,3         | + 3:24,4          |                   |
| 7.                | 21                | Michael Park       | Lukoil-E.O.S. Rally Team     | A8                |                   | + 1:35,9          |                   |
| 8.                | 19                | Gilles Panizzi     | Peugeot 206 WRC              | A8                | 3:46:37,5         | + 3:35,6          |                   |
| 8.                | 19                | Hervé Panizzi      | Peugeot Esso Sport           | A8                |                   | + 11,2            |                   |
| 9.                | 7                 | Didier Auriol      | Seat Córdoba WRC E3          | A8                | 3:47:29,4         | + 4:27,5          |                   |
| 9.                | 7                 | Denis Giraudet     | Seat Sport                   | C                 |                   | + 51,9            |                   |
| 10.               | 17                | Harri Rovanperä    | Seat Córdoba WRC E3          | A8                | 3:48:12,0         | + 5:10,1          |                   |
| 10.               | 17                | Risto Pietiläinen  | Seat Sport                   | A8                |                   | + 42,6            |                   |
| DNF top tien      |                   |                    |                              |                   |                   |                   |                   |
| Pos.              | #                 | Rijder             | Auto                         | Gr/kl             | KP                | Reden             | Reden             |
| Pos.              | #                 | Navigator          | Inschrijving                 | C                 | KP                | Reden             | Reden             |
| DNF               | 2                 | Freddy Loix        | Mitsubishi Carisma GT Evo VI | A8                | 2                 | Ongeluk           | Ongeluk           |
| DNF               | 2                 | Sven Smeets        | Marlboro Mitsubishi Ralliart | C                 | 2                 | Ongeluk           | Ongeluk           |
| DNF               | 5                 | Colin McRae        | Ford Focus RS WRC 00         | A8                | 12                | Ongeluk           | Ongeluk           |
| DNF               | 5                 | Nicky Grist        | Ford Motor Co Ltd.           | C                 | 12                | Ongeluk           | Ongeluk           |
| DNF               | 14                | Kenneth Eriksson   | Hyundai Accent WRC           | A8                | 4                 | Mechanisch        | Mechanisch        |
| DNF               | 14                | Staffan Parmander  | Hyundai Castrol WRT          | C                 | 4                 | Mechanisch        | Mechanisch        |
| DNF               | 16                | Petter Solberg     | Subaru Impreza S6 WRC 00     | A8                | 16                | Brand             | Brand             |
| DNF               | 16                | Phil Mills         | Subaru World Rally Team      | A8                | 16                | Brand             | Brand             |
| DNF               | 18                | Tapio Laukkanen    | Ford Focus RS WRC 00         | A8                | 16                | Ongeluk           | Ongeluk           |
| DNF               | 18                | Kaj Lindström      | Ford Motor Co Ltd.           | A8                | 16                | Ongeluk           | Ongeluk           |
| DNF               | 20                | Gwyndaf Evans      | Seat Córdoba WRC E3          | A8                | 9                 | Mechanisch        | Mechanisch        |
| DNF               | 20                | Howard Davies      | Seat Sport                   | A8                | 9                 | Mechanisch        | Mechanisch        |
| DNF               | 22                | Toshi Arai         | Subaru Impreza S5 WRC 99     | A8                | 13                | Brand             | Brand             |
| DNF               | 22                | Roger Freeman      | Spike Subaru Team            | A8                | 13                | Brand             | Brand             |
| DNF               | 23                | Janne Tuohino      | Toyota Corolla WRC           | A8                | 3                 | Elektrisch        | Elektrisch        |
| DNF               | 23                | Petri Vihavainen   | LMP Group Ltd.               | A8                | 3                 | Elektrisch        | Elektrisch        |
| DNF               | 26                | Andrea Navarra     | Toyota Corolla WRC           | A8                | 12                | Mechanisch        | Mechanisch        |
| DNF               | 26                | Simona Fedeli      | H.F. Grifone SRL             | A8                | 12                | Mechanisch        | Mechanisch        |
| DNF               | 29                | Neal Wearden       | Vauxhall Astra Kit Car       | A7                | 17                | Mechanisch        | Mechanisch        |
| DNF               | 29                | Trevor Agnew       | Vauxhall Motorsport          | A7                | 17                | Mechanisch        | Mechanisch        |

| PWRC top drie | PWRC top drie    | PWRC top drie |
| Pos.          | Rijder           | Pnt.          |
| ------------- | ---------------- | ------------- |
| 1             | Manfred Stohl    | 10            |
| 2             | Kenneth Bäcklund | 6             |
| 3             | Olli Harkki      | 4             |

## Statistieken

#### Klassementsproeven
| Etappe | Datum       | KP | Starttijd | Naam              | Lengte   | Snelste rijder               | Tijd    | Gem. snelheid | Rallyleider     |
| ------ | ----------- | -- | --------- | ----------------- | -------- | ---------------------------- | ------- | ------------- | --------------- |
| 1      | 23 november | 1  | 18:58     | Cardiff 1         | 2,43 km  | Juha Kankkunen Janne Tuohino | 2:19,5  | 62,71 km/u    | Juha Kankkunen  |
| 1      | 24 november | 2  | 7:34      | St. Gwynno        | 13,47 km | Petter Solberg               | 6:46,3  | 121,12 km/u   | Petter Solberg  |
| 1      | 24 november | 3  | 8:01      | Tyle              | 10,52 km | Marcus Grönholm              | 5:48,2  | 109,39 km/u   | Colin McRae     |
| 1      | 24 november | 4  | 8:37      | Rhondda 1         | 26,47 km | Marcus Grönholm              | 14:26,5 | 109,97 km/u   | Colin McRae     |
| 1      | 24 november | 5  | 13:58     | Crychan           | 15,57 km | Marcus Grönholm              | 9:09,4  | 102,02 km/u   | Marcus Grönholm |
| 1      | 24 november | 6  | 12:29     | Halfway           | 17,45 km | Richard Burns                | 10:09,8 | 103,02 km/u   | Marcus Grönholm |
| 1      | 24 november | 7  | 16:00     | Hafren Sweet Lamb | 27,23 km | Colin McRae                  | 16:36,9 | 98,33 km/u    | Colin McRae     |
| 1      | 24 november | 8  | 16:42     | Myherin           | 16,79 km | Colin McRae                  | 9:54,8  | 101,62 km/u   | Colin McRae     |
|        |             |    |           |                   |          |                              |         |               | Colin McRae     |
| 2      | 25 november | 9  | 7:56      | Rhondda 2         | 26,47 km | Richard Burns                | 14:36,1 | 108,77 km/u   | Colin McRae     |
| 2      | 25 november | 10 | 8:57      | Rheola 1          | 31,47 km | Colin McRae                  | 17:50,7 | 105,81 km/u   | Colin McRae     |
| 2      | 25 november | 11 | 10:56     | Resolfen          | 46,45 km | Colin McRae                  | 25:15,7 | 110,33 km/u   | Colin McRae     |
| 2      | 25 november | 12 | 13:42     | Rheola 2          | 31,47 km | Richard Burns                | 17:51,3 | 105,75 km/u   | Marcus Grönholm |
| 2      | 25 november | 13 | 15:00     | Margam 1          | 28,13 km | Richard Burns                | 17:10,0 | 98,32 km/u    | Richard Burns   |
| 2      | 25 november | 14 | 18:01     | Cardiff 2         | 2,43 km  | Petter Solberg               | 2:18,5  | 63,16 km/u    | Richard Burns   |
|        |             |    |           |                   |          |                              |         |               | Richard Burns   |
| 3      | 26 november | 15 | 8:40      | Brechfa           | 29,80 km | Richard Burns                | 17:32,7 | 101,91 km/u   | Richard Burns   |
| 3      | 26 november | 16 | 9:28      | Trawscoed         | 26,26 km | Tommi Mäkinen                | 16:17,8 | 96,68 km/u    | Richard Burns   |
| 3      | 26 november | 17 | 13:40     | Margam 2          | 28,13 km | Tommi Mäkinen                | 16:57,7 | 99,51 km/u    | Richard Burns   |

| KP overwinningen | KP overwinningen |
| Rijder           | Aantal           |
| ---------------- | ---------------- |
| Richard Burns    | 5                |
| Colin McRae      | 4                |
| Marcus Grönholm  | 3                |
| Tommi Mäkinen    | 2                |
| Petter Solberg   | 2                |
| Juha Kankkunen   | 1                |
| Janne Tuohino    | 1                |

## Kampioenschap standen

#### Rijders
|   | Pos. | Rijder          | Pnt. |
| - | ---- | --------------- | ---- |
| = | 1    | Marcus Grönholm | 65   |
| = | 2    | Richard Burns   | 60   |
| 1 | 3    | Carlos Sainz    | 46   |
| 1 | 4    | Colin McRae     | 43   |
| = | 5    | Tommi Mäkinen   | 36   |

#### Constructeurs
|   | Pos. | Constructeur                 | Pnt. |
| - | ---- | ---------------------------- | ---- |
| = | 1    | Peugeot Esso Sport           | 111  |
| = | 2    | Ford Motor Co Ltd.           | 91   |
| = | 3    | Subaru World Rally Team      | 88   |
| = | 4    | Marlboro Mitsubishi Ralliart | 43   |
| = | 5    | Seat Sport                   | 11   |

- Vetgedrukte tekst betekent wereldkampioen.
- Noot: Enkel de top 5-posities worden in beide standen weergegeven.